# Alley Cat
Alley Cat is een computerspel dat ontworpen is door Bill Williams en is uitgebracht voor de 8-bit Atari in 1983 en via IBM voor de PC in 1984. Er bestaat eveneens een versie voor de Commodore 64.
De titel 'alley cat' betekent in het Engels zwerfkat of verwilderde kat. De speler bestuurt in het spel dan ook een zwarte zwerfkater wiens uiteindelijk doel is een poes te vinden. Volgens 'The Software Encyclopedia 1996' heet de kater Freddy en de poes Felicia. Het spel heeft, evenals Digger, voor velen een zekere sentimentele waarde.

## Het spel
Om in het spel een level te voltooien zal men vier onderdelen moeten afronden.

### Eerste onderdeel: het hoofdscherm
Het hoofdscherm is een steegje achter een flatgebouw. In de steeg staan vuilnisbakken naast een schutting. De bovenkant van het scherm wordt ingenomen door vensters waartussen waslijnen zijn gespannen. De kat moet via de vuilnisbakken, de schutting en de waslijnen een van de vensters zien te bereiken en het appartement binnendringen. Overal ligt echter gevaar op de loer. In de steeg zwerft een agressieve hond rond. De vuilnisbakken worden bewoond door andere katten die de kat van het deksel afduwen wanneer ze hun kop naar buiten steken. Op de waslijnen lopen muizen die weliswaar punten opleveren wanneer de kat ze pakt, maar de kat ook in de poten bijten waardoor deze van de lijn afvalt. Verder hebben de bewoners een grote hekel aan katten en gooien ze voorwerpen naar buiten. Wanneer de kat door een voorwerp geraakt wordt of door de hond wordt gegrepen, verliest hij een leven.

### Tweede onderdeel: de appartementen
In de appartementen moet de kat een taak tot een goed einde brengen. Er bestaan 5 mogelijke taken. Hoe sneller de kat een taak volbrengt, hoe hoger de score. Verder kan de hond ook in de appartementen opduiken, en is er een bezem die de kat hindert en soms het raam weer uitsmijt. De kat kan de bezem bezighouden door voetsporen te maken, die de bezem dan eerst gaat opbezemen. De mogelijke taken zijn:
- In een viskom springen en alle vissen verschalken. Er zijn echter ook sidderalen die de kat kunnen doden. Bovendien kan de kat niet te lang onder water blijven want dan stikt hij.
- In een ander appartement staat een vogelkooi op tafel. De kat moet de kooi van de tafel duwen en, wanneer deze kapot is gevallen, de ontsnapte vogel vangen en opeten.
- Een andere kamer bevat een groot stuk kaas vol muizen. De kat moet alle muizen vangen.
- Verder is er een kamer vol slapende honden met etensbakken voor hun neus. De kat moet alle bakken leegeten zonder de honden wakker te maken.
- Ten slotte is er een huiskamer met een boekenkast met op de top drie planten. De kat moet de planten pakken en wordt hierbij belaagd door een grote spin, die de kat eveneens kan doden.

### Derde onderdeel: nogmaals het hoofdscherm
Na het voltooien van een taak krijgt de speler zijn score te zien en begint de kat opnieuw bij het hoofdscherm. Deze keer ziet men echter poezen achter de ramen. De kat moet opnieuw een raam binnendringen om het laatste onderdeel te beginnen.

### Vierde onderdeel: het vinden van de liefde
Het laatste scherm bestaat uit rijen (min of meer als planken boven elkaar) die bestaan uit harten. Sommige harten zijn gebroken, en als de kat daarop stapt valt hij een rij naar beneden. Wanneer hij van de laagste rij valt moet hij weer helemaal opnieuw met het level beginnen, dus ook een nieuwe taak uitvoeren. Verder zijn er aan weerszijden engeltjes die pijlen afschieten. Wanneer een pijl een hart raakt, breekt het, maar als hij een gebroken hart raakt wordt het weer heel. Felicia wacht op de bovenste rij, maar op de tussengelegen rijen bevinden zich echter jaloerse poezen die de kater een rij naar beneden laten vallen als ze hem aanraken. Met geschenkjes, op de onderste rij te vinden, kunnen de jaloerse dames even worden afgeleid. Wanneer de kater zijn poes bereikt is het level voltooid, krijgt hij een score, en gaat hij naar het volgende level. Ook wordt na ieder level een groeiende hoeveelheid nakomelingen getoond. Daarna begint het volgende level, dat op precies dezelfde manier met dezelfde vier stappen verloopt. Na ieder level wordt de moeilijkheidsgraad verhoogd, tot aan level 30.

## Technische details
Het spel was ontworpen om te worden gespeeld via een boot disk, en later MS-DOS, en kan via DOS-emulators ook in Windows gespeeld worden. Het spel draait op een 320x200 resolutie, en heeft vierkleuren CGA graphics. Qua grootte is Alley Cat verrassend klein met 56.448 bytes. De Atari versie is met 32.594 bytes zelfs nog compacter.